# 山田博文
山田 博文（やまだ ひろふみ、1949年 - ）は、日本の経済学者。群馬大学名誉教授。専門は経済学・金融論。

## 略歴・人物
新潟県出身。
1973年中央大学商学部会計学科卒業。1982年同大学院商学研究科後期博士課程単位取得満期退学。
1984年（財）日本証券経済研究所研究員。1989年八戸大学商学部助教授。1996年群馬大学教育学部教授、2015年定年退職、現在・群馬大学名誉教授。
この間、中央大学商学部・岩手大学人文社会科学部・高崎経済大学経済学部・高崎商科大学商学部・駒澤大学経済学部・育英大学教育学部、他で非常勤講師。群馬大学生活協同組合理事長、群馬県消費者問題審議会委員、群馬県公共事業再評価委員会委員、他を歴任。

## 著書

### 単著
- 『国債管理の構造分析 ―国庫の資金繰りと金融・証券市場-』（日本経済評論社、1990年、学位論文）
- 『金融大国 日本の構造』（みずち書房、1991年）
- 『金融自由化の経済学』（大月書店、1993年）
- 『これならわかる金融経済（第3版）－グローバル時代の日本経済入門ー』（大月書店、2000-05-2013年）
- 『99%のための経済学入門（第2版）－マネーがわかれば社会が見えるー』（大月書店、2012-2016年）
- 『国債がわかる本－政府保証の金融ビジネスと債務危機ー』（大月書店、2013年）
- 『全5巻　くらす、はたらく、経済のはなし　1巻　経済とお金のはじまり　2巻　銀行の誕生と株式のしくみ　3巻　会社のなりたちとはたらくルール　4巻　経済のしくみと政府の財政　5巻　経済の主人公はあなたです』（大月書店、2019-20年）
- 『国債ビジネスと債務大国日本の危機』（新日本出版社、2023年）
- 『「資産運用立国」の深層ーアメリカの金融覇権とくらしの危機』（新日本出版社、2024年）

### 共編著
- （井上照幸・山田博文）『科学全書32　リクルートの政治経済学』（大月書店、1989年）
- （今村元義・淵上勇次郎・加藤一郎・山田博文）『現代日本の経済論』（日本経済評論社、1997年）
- （石部公男・原田輝彦・淵上勇次郎・山田博文・渡辺広明）『経済学の知識から将来を読む』（ヴェリタス書房、2008年）

### 共著
- 『現代経済システムの位相と展開』 (大月書店、1994年）
- 『グローバリゼーションと多国籍企業』（中央大学出版部、2003年）
- 『現代経済システム論』（日本経済評論社、2005年）
- 『租税理論研究叢書17　消費税増税なしでの財政健全化』（法律文化社、2007年）
- 『サスティナブル社会とアメニティ』（日本経済評論社、2008年）
- 『岐路に立つ日本経済・日本企業』（中央大学出版部、2012年）
- 『戦後70年の日本資本主義』（新日本出版社、2016年）

## 所属学会
- 経済理論学会
- 信用理論研究学会
- 日本科学者会議
- 証券経済学会(現在：退会）
- 日本財政学会(現在：退会）
- 日本金融学会(現在：退会）